# Santa Maria do Cambucá
Santa Maria do Cambucá é um município brasileiro localizado no Agreste Setentrional do estado de Pernambuco.
O município é formado pelo distrito sede e pelos povoados de Caramuru e Sete Ranchos.

## História
A povoação do município ocorreu em torno da capela de Nossa Senhora do Rosário, fundada pelo padre Ibiapina em 1876. O local era chamado de Carrapato. Inicialmente integrante do território do município de Taquaritinga (hoje Taquaritinga do Norte), o distrito foi criado a 25 de julho de 1895 e chamava-se apenas Santa Maria. Depois, o distrito passou a pertencer ao município de Vertentes (criado a 11 de setembro de 1928) e a 31 de dezembro de 1938 mudou o nome para Ibiapina, para diferenciar-se do município de Santa Maria, no Rio Grande do Sul. Em 1944, passou a chamar-se Cambucá, uma vez que Ibiapina é o nome de uma cidade no Ceará. Cambucá é o nome de uma árvore existente no município. O município de Santa Maria do Cambucá foi criado a 20 de dezembro de 1963.

## Geografia
Localiza-se a uma latitude 07º49'45" sul e a uma longitude 35º52'50" oeste, estando a uma altitude de 494 metros. Sua população estimada em 2017 era de 18.993 habitantes.
Santa Maria do Cambucá está inserido na unidade geoambiental das Áreas Desgastadas do Planalto da Borborema. A vegetação predominante é e caatinga hipoxerófila, existindo também áreas de floresta subcaducifólia.
O município está inserido nos domínios da Bacia Hidrográfica do Rio Capibaribe e tem como principais tributários o Rio Caiaí e os riachos da Macaca,dos Porcos e do Tanque de Antas,todos de regime intermitente. O clima é do tipo Bs’h da classificação de Köppen,árido ou semiárido muito quente,com chuvas no outono e inverno.O período normal de chuva inicia-se em fevereiro/março e pode estender-se até agosto. Dados históricos de precipitação revelam uma média anual de 648,70 mm,com um máximo de 912,80 mm e um mínimo de 384,70 mm (Sudene,1962-1985). As temperaturas variam, acompanhando a época das precipitações pluviom étricas. A média anual fica em torno de 25°C. O período compreendido entre maio e agosto é caracterizado por noites frias, com temperaturas em torno de 17°C.

## Economia

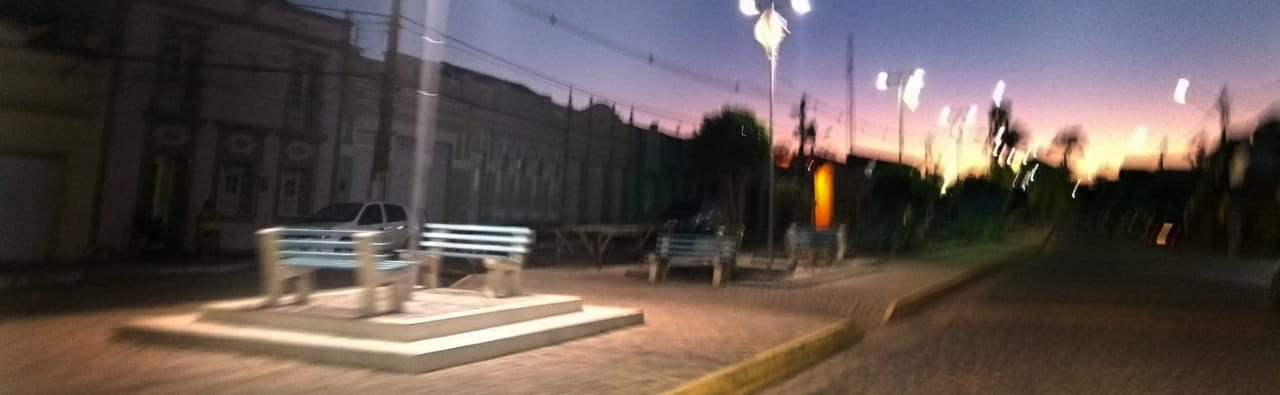
Praça no Centro de Santa Maria do Cambucá.

A economia do município divide-se entre o comércio local, a Pecuária, a Agricultura, a atividades de extrativismo mineral (calcário) e vegetal e também nas áreas de Confecção.
Informação desatualizada/ Atualmente conta com mais de 40 empresas com CNPJ, atuantes (1998), ocupando 284 pessoas (2,41% da população).

### Prefeitos

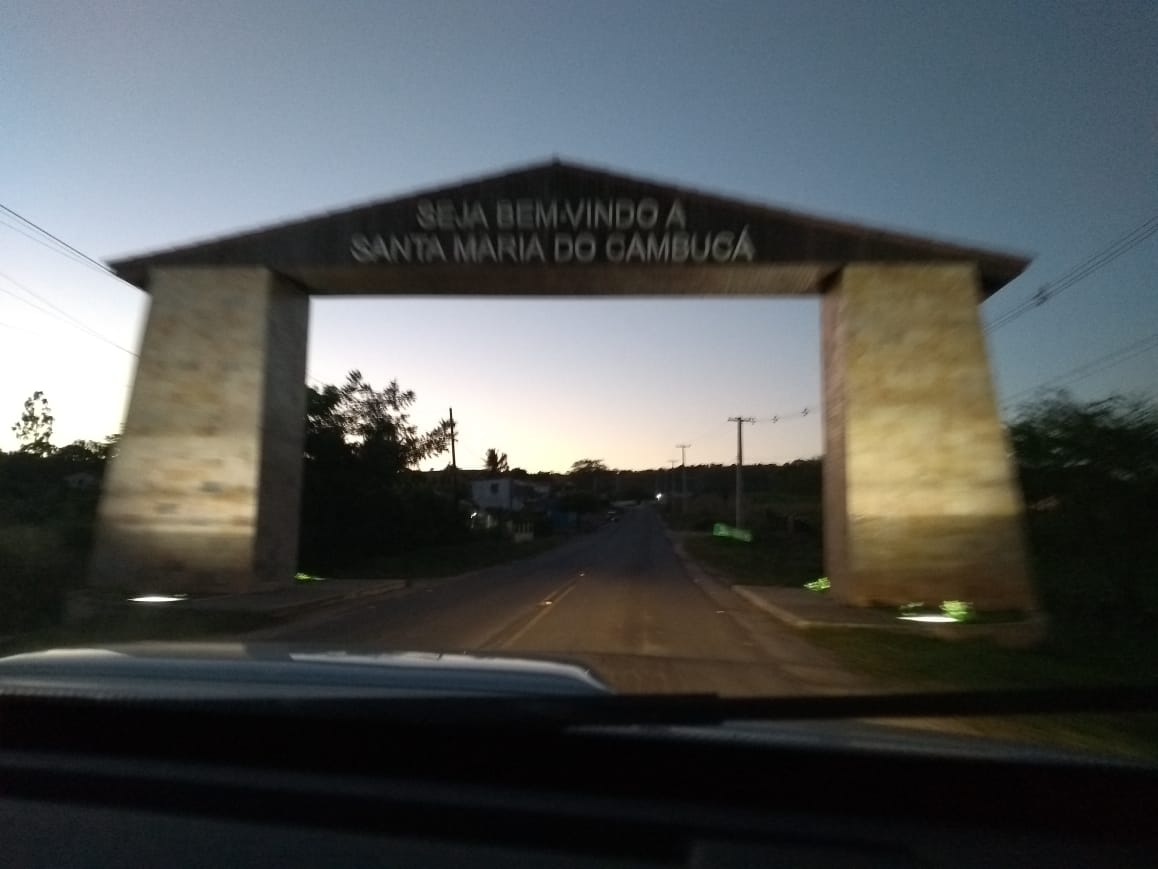
Entrada da Cidade.

| nº | Nome                        | início | término |
| 1  | Irineu Arruda               | 1961   | 1964    |
| 2  | Péricles Bezerra de Almeida | 1964   | 1968    |
| 3  | Zacarias Falcão Filho       | 1968   | 1972    |
| 4  | Péricles Bezerra de Almeida | 1972   | 1976    |
| 5  | José Severino (Zé Rebolo)   | 1976   | 1982    |
| 6  | Péricles Bezerra de Almeida | 1982   | 1988    |
| 7  | Dr. Mário Alves de Lima     | 1988   | 1992    |
| 8  | Antonio David (Lobão)       | 1992   | 1996    |
| 9  | Dr. Mário Alves de Lima     | 1996   | 2000    |
| 10 | Almeida Filho               | 2000   | 2001    |
| 11 | Dr. Mário Alves de Lima     | 2001   | 2005    |
| 12 | Elizeu João de Souza        | 2005   | 2009    |
| 13 | Elizeu João de Souza        | 2009   | 2013    |
| 14 | Alex Robevan de Lima        | 2013   | 2016    |
| 15 | Alex Robevan de Lima        | 2017   | 2020    |
| 16 | Nelson Sebastião de Lima    | 2021   | 2024    |